# H.S.R.V. Amphitrite
De Haarlemse Studenten RoeiVereniging Amphitrite is een studentenroeivereniging, gevestigd in Haarlem. De naam Amphitrite komt uit de Griekse mythologie, waar ze de godin van de zee is.

## Geschiedenis
Amphitrite werd opgericht in 1990. In het begin was Amphitrite nog een ondervereniging van de roeivereniging KRZV Het Spaarne, welke gevestigd is in Heemstede. Hiermee is Amphitrite de oudste studentenvereniging in Haarlem. Na enkele jaren bij Het Spaarne te hebben ingewoond, kreeg Amphitrite in 1994 een eigen botenhuis. Een sociëteit (losgekoppeld van het botenhuis) volgde in 2007. Na een jarenlange daling van het aantal leden, is de vereniging begin 2025 opgeheven.

## Roeien
Alhoewel Amphitrite een relatief kleine studentenroeivereniging is heeft roeien altijd hoog in het vaandel gestaan. Dit blijkt onder meer uit het meerdere keren behalen van de hoogste roeistatus in Nederland (Senioren A), bondsselecties voor de Koninklijke Nederlandsche Roeibond, deelnames aan WK's, uitzendingen naar internationale wedstrijden (o.a. de prestigieuze Henley Royal Regatta) en meerdere overwinningen in klasserende velden van de Varsity.